# Wings: Sky Force Heroes
Wings: Sky Force Heroes es una película estadounidense de animación, aventura y comedia de 2014, dirigida por Tony Tang y Mychal Simka, que a su vez la escribieron junto a Joe Fiorello, Cameron Hood, Jeffrey Alan Bowler, Harry Glennon y Genoveva Winsen, la protagonizan las voces de Josh Duhamel, Hilary Duff y Rob Schneider, entre otros. El filme fue realizado por Grindstone Entertainment Group y Simka Entertainment; se estrenó el 8 de julio de 2014.

## Sinopsis
Ace, un joven bombero presumido, no acata las órdenes y pone en riesgo a su equipo, decide renunciar a las minas de carbón. Un día se presenta la ocasión para redimirse.